# Nassau County (Florida)
Nassau je okres (county) amerického státu Florida založený v roce 1824. Správním střediskem je město Fernandina Beach. Leží na severovýchodním pobřeží Floridy u hranic se státem Georgie.
Je jedním z dvou okresů tohoto jména v USA.

## Sousední okresy
- sever – Camden County (Georgia)
- jih – Duval County
- jihozápad – Baker County
- západ – Charlton County (Georgia)